# Матвій Прозорливий
Матвій Прозорливий, інколи теж Матфей Прозорливий (? — † бл. 1085 р., Київ) — святий, чернець Печерського монастиря. Преподобний.
Жив за часів ігуменів прп. Феодосія і прп. Никона Великого. Був нагороджений від Бога даром прозріння таємних людських думок і видінь, про які розповідав, коли це могло піти на користь.

В акафісті всім Печерським преподобним про нього сказано: 
|  | «Радуйся, Матфіє, бо за чистоту душі і тіла ти дар пророцтва отримав; радуйся, бо стриманням і незлобивістю ти чеснот високих досягнув». |

Його мощі спочивають у Ближніх печерах.
Пам'ять 11 жовтня й 18 жовтня.

## Джерело
- Словник персоналій Національного Києво-Печерського історико-культурного заповідника[недоступне посилання з червня 2019] — ресурс використано за дозволом видавця.